# フェローズ (ピザ店)
フェローズ (Fellow's) は、愛知県西部で展開されている宅配ピザチェーンである。

## 概要
宅配ピザ事業黎明期の1990年代に愛知県に数十店舗あったピザ・サンマリノが前身。全盛期には愛知県や三重県に20店近くあったが、宅配ピザ事業の飽和による閉店や十数店舗は社内分裂により「ぴざどき」に分離したため、現在は双方とも小規模な宅配ピザチェーン店である。

## 店舗
2025年5月現在、愛知県に4店舗を展開中。
- 津島店（愛知県津島市立込町）
- 弥富店（愛知県弥富市鯏浦町）
- 新川店（愛知県清須市寺野）
- 大治店（愛知県海部郡大治町三本木）